# ヤング・コンサート・アーティスツ国際オーディション
ヤング・コンサート・アーティスツ国際オーディションとは、ヤング・コンサート・アーティスツが続けているクラシック音楽のためのオーディション。

## 概要
毎年数百名の受検生の中から、平均数名を優勝として表彰する制度である。かつては12人も同着優勝にしていたが、近年では優勝が1人だけの回もある。
かつてはこのオーディションに受かることが第一級のアメリカクラシック音楽ソリストの証と見られていたものの、近年のクラシック音楽の競技水準の低下と聴衆の趣味の多様化に伴い、現在では大きく世界を塗り替えるタイプの作曲家と演奏家は出ていない。ただし、WFIMC加盟国際音楽コンクールの上位入賞が狙えるだけの実力はやはりあり、過去の優勝者はすでにベテラン審査員を務めている者も入る。
公式ウェブサイトでは優勝者と呼ばず、Almuni(卒業生)と呼んでおり育成目的であることがうかがえる。
優勝には、ほとんどのケースにおいてアメリカ合衆国在住が条件であり、なおかつ推薦状が必要であるため、学歴優位の選考になりやすい。このために、専攻ごとに要求水準が大きく異なる。アメリカンアカデミズムをほとんど超えることのない作曲が行えるだけでも、受賞することは可能である。
優勝者の専攻に偏りがあることは当初から指摘されていたが、近年大きく制度が改革されこれまでにない楽器の優勝者も見られるようになってきている。

## 優勝者一覧

### 1960年代
1961
- Sanford Allen, ヴァイオリン
- Shmuel Ashkenasi, ヴァイオリン
- Ruth Glasser, チェロ
- Richard Goode, ピアノ
- Jesse Levine, ヴァイオリン
- Maria Lopez-Vito, ピアノ
- Barbara Mallow, チェロ
- Paula Robison, フルート
- Joel Shapiro, ピアノ
- Ilana Vered, ピアノ

1962
- Kenneth Goldsmith, ヴァイオリン
- Ruth Laredo, ピアノ
- Robert Martin,  チェロ
- Margaret Schecter, フルート
- Lawrence L. Smith, ピアノ
- Inger Wikström, ピアノ

1963
- Chandler Goetting, トランペット
- Luis García Renart, チェロ
- 松田洋子, ヴァイオリン
- 竹前聡子, ピアノ

1964
- Edward Auer, ピアノ
- Mauricio Fuks, ヴァイオリン
- Jung-Ja Kim, ピアノ
- Mary Beth Peil, ソプラノ
- Toby Saks, チェロ

1965
- Paul Green, クラリネット
- 岩崎洸[注釈 2], チェロ
- Max Neuhaus, 打楽器
- Michael Oelbaum, ピアノ
- Murray Perahia, ピアノ
- Lorraine Prieur, ピアノ
- ポール・ズコフスキー, ヴァイオリン

1966
- Nerine Barrett, ピアノ
- Christiane Edinger, ヴァイオリン
- Donald Weilerstein, ヴァイオリン
- Pinchas Zukerman, ヴァイオリン

1967
- Joan Benner, ソプラノ
- 今井信子, ヴィオラ
- Joseph Kalichstein, ピアノ
- Arthur Thompson, バリトン
- Marcus Thompson, ヴィオラ
- 矢島廣子[注釈 3], ヴァイオリン

1968
- Jean-Jacques Kantorow, ヴァイオリン
- Joyce Mathis, ソプラノ
- Anthony Newman, ハープシコード
- Ursula Oppens, ピアノ
- Fred Sherry, チェロ
- Michael Webster, クラリネット

1969
- Gita Karasik, ピアノ
- Jeffrey Solow, チェロ

### 1970年代
1970
- Mari-Elizabeth Morgen, ピアノ
- Eugenia Zukerman, フルート
- 東京クヮルテット

1971
- Joy Blackett, メゾソプラノ
- Christoph Henkel, チェロ
- Rolf Schulte, ヴァイオリン
- Virgil Blackwell, クラリネット
- Eugene Drucker, ヴァイオリン
- Paul Dunkel, フルート
- Richard Fitz, 打楽器
- John Graham, ヴァイオリン
- Karen Lindquist, ハープ
- Joel Marangella, オーボエ
- Donald Palma, コントラバス
- Gerard Schwarz, トランペット
- Fred Sherry, チェロ

1972
- Mona Golabek, ピアノ
- Francoise Regnat, ピアノ
- Peter Rejto, チェロ

1973
- Emanuel Ax, ピアノ
- Ani Kavafian, ヴァイオリン
- Diane Walsh, ピアノ

1974
- 大山平一郎, ヴィオラ
- Robert Routch, ホルン
- Jeffrey Swann, ピアノ
- Ronald Thomas, チェロ

1975
- 該当者なし

1976
- Daniel Adni, ピアノ
- Boris Bloch, ピアノ
- Stephanie Brown, ピアノ
- Sung-Ju Lee, ヴァイオリン
- Daniel Phillips, ヴァイオリン
- Chilingirian String Quartet

1977
- Steven De Groote, ピアノ

1978
- Colin Carr, チェロ
- Lynn Chang, ヴァイオリン
- Robert Cohen, チェロ
- Ida Kavafian, ヴァイオリン

1979
- Franck Avril, オーボエ
- Sergei Edelmann, ピアノ
- Zehava Gal, メゾソプラノ
- Beverly Hoch, ソプラノ
- Marya Martin, フルート

### 1980年代
1980
- Toby Appel, ヴィオラ
- Chantal Juillet, ヴァイオリン

1981
- Stephen Burns, トランペット
- Marvis Martin, ソプラノ
- Christopher O'Riley, ピアノ
- Jean-Yves Thibaudet, ピアノ
- Endellion Quartet
- Mendelssohn String Quartet

1982
- Carter Brey, チェロ
- William Sharp, バリトン
- Dominique Weber, ピアノ

1983
- Jaime Bolipata, ピアノ
- Ben Holt, バリトン
- Benny Kim, ヴァイオリン
- Anne-Marie McDermott, ピアノ
- Jeremy Menuhin, ピアノ
- Christopher Trakas, バリトン

1984
- Douglas Boyd, オーボエ
- Daniel McKelway, クラリネット
- Paul Meyer, クラリネット
- Dawn Upshaw, ソプラノ

1985
- Erik Berchot, ピアノ
- Marc Laforet, ピアノ
- Gary Schocker, ピアノ

1986
- Jean-Efflam Bavouzet, ピアノ
- Christopher Costanza, チェロ
- Anthony De Mare, ピアノ
- Yuval Fichman, ピアノ
- アン・アキコ・マイヤース, ヴァイオリン
- Marcy Rosen, チェロ
- Eric Ruske, ホルン
- Paul Shaw, ピアノ
- Ory Shihor, ピアノ
- Maurice Sklar, ヴァイオリン

1987
- Hung-Kuan Chen, ピアノ
- Rina Dokshitsky, ピアノ
- Olli Mustonen, ピアノ

1988
- David Fedele, フルート
- Eduardus Halim, ピアノ
- Carl Halvorson, テナー
- Hexagon Ensemble, ピアノ と 管楽器
- Ulrike Anima Mathe, ヴァイオリン
- 漆原朝子, ヴァイオリン

1989
- Dmitri Berlinsky, ヴァイオリン
- Olivier Charlier, ヴァイオリン
- Chee-Yun, ヴァイオリン
- Juliette Kang, ヴァイオリン
- Scott St. John, ヴァイオリン & ヴィオラ
- Scott Yoo, ヴァイオリン

### 1990年代
1990
- Dawn Kotoski　ソプラノ
- Todd Palmer, クラリネット
- Alex Slobodyanik, ピアノ

1991
- Borromeo String Quartet
- Emma Johnson, クラリネット
- Graham Scott, ピアノ
- Mikhail Yanovitsky, ピアノ

1992
- Christopheren Nomura, バリトン
- 齋藤京子[注釈 4], ソプラノ
- St. Lawrence Quartet

1993
- Camellia Johnson, ソプラノ

1994
- Dan Coleman, コンポーザー・イン・レジデンス
- Alban Gerhardt, チェロ
- Jan-Erik Gustafsson, チェロ
- 名倉誠人, マリンバ
- Nokuthula Ngwenyama, ヴィオラ

1995
- Diana Doherty, オーボエ
- ファジル・サイ, ピアノ

1996
- Romain Guyot, クラリネット
- Freddy Kempf, ピアノ
- Adam Neiman, ピアノ
- Joo-Young Oh, ヴァイオリン
- Kevin Puts, コンポーザー・イン・レジデンス
- 戸田弥生, ヴァイオリン
- Gregory Turay, テノール

1997
- Anton Barachovsky, ヴァイオリン
- Alexander Chaushian, チェロ
- Wendy Chen, ピアノ
- Jeremy Denk, ピアノ
- Karen Gomyo, ヴァイオリン
- Stefan Milenkovich, ヴァイオリン
- 佐藤俊介, ヴァイオリン

1998
- Kenji Bunch, コンポーザー・イン・レジデンス
- Stephan Loges, バリトン
- Alexander Mikhailuk, ピアノ
- 清水直子, ヴァイオリン
- Vassilis Varvaresos, ピアノ

1999
- Timothy Fain, ヴァイオリン
- Martin Kasik, ピアノ
- Rafal Kwiatkowski, チェロ
- Randall Scarlata, バリトン
- Mimi Stillman, フルート
- Elina Vähälä, ヴァイオリン
- Gwyneth Wentink, ハープ

### 2000年代
2000
- Ju-Young Baek, ヴァイオリン
- Mason Bates, 作曲家
- Catrin Finch, ハープ
- Viviane Hagner, ヴァイオリン
- Paavali Jumppanen, ピアノ
- 神尾真由子, ヴァイオリン

2001
- Alexandre Bouzlov, チェロ
- Marius Brenciu, テナー
- Courtenay Budd, ソプラノ
- Thomas Cerroll, チェロ
- Yunjie Chen, ピアノ
- Claremont Piano Trio
- Alezander Fiterstein, クラリネット

2002
- Robert Belinic, ギター
- Anton Belov, バリトン
- Daniel Kellogg, 作曲家
- Nicolas Kendall, ヴァイオリン
- Vassily Primakov, ピアノ
- 高田尚子, マリンバ

2003
- Laura Buruiana, チェロ
- David Guerrier, トランペット
- Antoine Tamestit, ヴィオラ
- Daxun Zhang, コントラバス

2004
- Lise de la Salle, ピアノ
- Jose Franch-Ballester, クラリネット
- Alexandre Pirojenko, ピアノ

2005
- Efe Baltacigil, チェロ
- Benjamin C. S. Boyle, 作曲
- Philippe Castagner, テナー
- Jennifer Check, ソプラノ
- Gleb Ivanov, ピアノ
- Jupiter String Quartet
- Dora Seres, フルート
- Wonny Song, ピアノ

2006
- Emmanuel Ceysson, ハープ
- Chu-Fang Huang, ピアノ
- Amedeo Modigliani Quartet
- Jean-Frédéric Neuburger, ピアノ

2007
- Sasha Cooke, メゾソプラノ
- Benjamin Moser, ピアノ
- Andrew Norman, 作曲
- Louis Schwizgebel, ピアノ

2008
- Pius Cheung, マリンバ
- Narek Hakhnazaryan, チェロ

2008/2009
- Ray Chen, ヴァイオリン
- Ran Dank, ピアノ
- Jeanine De Bique, ソプラノ
- Hanbin Yoo (Amadéus Leopold), ヴァイオリン
- Bella Hristova, ヴァイオリン
- Noé Inui, ヴァイオリン
- Carolina Ullrich, ソプラノ

2009
- Charlie Albright, ピアノ
- Caroline Goulding, ヴァイオリン
- Aleksandr Haskin, フルート
- Jennifer Johnson Cano, メゾソプラノ

### 2010年代
2010
- Narek Arutyunian, クラリネット
- Benjamin Beilman, ヴァイオリン
- George Li, ピアノ
- Chris Rogerson, 作曲

2011
- Veit Hertenstein, ヴィオラ
- Paul Huang, ヴァイオリン
- Andrew Tyson, ピアノ

2012
- Julia Bullock, ソプラノ
- Hermès Quartet
- David Hertzberg, 作曲
- Ji-Yong Kim, ピアノ
- Cicely Parnas, チェロ
- Aleksey Semenenko, ヴァイオリン

2013
- Raphaël Sévère, クラリネット
- Stephen Waarts, ヴァイオリン
- Yun-Chin Zhou, ピアノ

2014
- Daniel Lebhardt, ピアノ
- Sang-Eun Lee, チェロ
- Soo-Been Lee, ヴァイオリン
- Edgar Moreau, チェロ
- Ziyu Shen, ヴィオラ
- 上野星矢, フルート

2015
- Rémi Geniet, ピアノ
- Tomer Gewirtzman, ピアノ
- Samuel Hasselhorn, バリトン
- Dasol Kim, ピアノ
- Tonia Ko, 作曲
- Olivier Stankiewicz, オーボエ
- Zorá String Quartet

2016
- Benjamin Baker, ヴァイオリン
- Xavier Foley, コントラバス
- Nathan Lee, ピアノ
- Anthony Trionfo, フルート

2017
- Katherine Balch, 作曲
- Zlatomir Fung, チェロ
- Do-Hyun Kim, ピアノ
- Omer Quartet
- Hanzhi Wang, アコーディオン

2018
- Randall Goosby, ヴァイオリン
- 外村理紗, ヴァイオリン
- Maxim Lando, ピアノ
- Aristo Sham, ピアノ
- Jonathan Swensen, チェロ

2019
- Steven Banks, サックス
- Martin James Bartlett, ピアノ
- Albert Cano Smit, ピアノ
- Saad Haddad, 作曲
- カルテット・アマービレ

### 2020年代
2020
- Megan Moore, メゾソプラノ
- Zhu Wang, ピアノ
- William Socolof, バスバリトン

2021
- Nina Shekhar,　コンポーザー・イン・レジデンス

2022
- Chelsea Guo, ピアノとソプラノ
- Chaeyoung Park, ピアノ
- Joseph Parrish, バスバリトン
- Erin Wagner, メゾソプラノ

2023
- James Baik, チェロ
- Oliver Neubauer, ヴァイオリン
- Benett Tsai, チェロ
- Michael Yeung, 打楽器
- Ziggy & Miles, ギターデュオ